# NGC 3162
NGC 3162 (ook wel NGC 3575) is een balkspiraalstelsel in het sterrenbeeld Leeuw. Het hemelobject werd op 12 maart 1784 ontdekt door de Duits-Britse astronoom William Herschel.

## Synoniemen
- NGC 3575
- UGC 5510
- MCG 4-24-19
- ZWG 123.26
- IRAS10107+2259
- PGC 29800